# 高等学校設置基準
高等学校設置基準（こうとうがっこうせっちきじゅん）は、学校教育法（昭和22年法律第26号）3条の規定に基づき、高等学校を設置するのに必要な最低の基準を定めた文部科学省の省令である。

## 沿革
1947年（昭和22年）に制定された学校教育法3条では、「学校を設置しようとする者は、学校の種類に応じ、文部科学大臣の定める設備、編制その他に関する設置基準に従い、これを設置しなければならない。」とされ、昭和23年文部省令第1号により高等学校設置基準が制定されたが、平成16年に全面改正され施行されたのが現在の高等学校設置基準である。

## 構成
- 第一章 総則（第1条 - 第4条）
- 第二章 学科（第5条・第6条）
- 第三章 編制（第7条 - 第11条）
- 第四章 施設及び設備（第12条 - 第18条）
- 附則